# Alina Lutschschawa
Alina Lutschschawa (belarussisch Аліна Лучшава; * 30. August 2001) ist eine belarussische Sprinterin, die sich auf den 400-Meter-Lauf spezialisiert hat.

## Sportliche Laufbahn
Erste internationale Erfahrungen sammelte Alina Lutschschawa beim Europäischen Olympischen Jugendfestival (EYOF) in Győr, bei dem sie in 56,96 s den siebten Platz über 400 Meter belegte. Im Jahr darauf erreichte sie bei den U18-Europameisterschaften ebendort in 53,52 s Rang vier und qualifizierte sich auch für die Olympischen Jugendspiele in Buenos Aires, bei denen sie auf den sechsten Platz gelangte. 2019 erreichte sie bei den U20-Europameisterschaften in Borås das Halbfinale und schied dort mit 54,19 s aus und gewann mit der belarussischen 4-mal-400-Meter-Staffel in 3:37,06 min die Silbermedaille.
2020 wurde Lutschschawa belarussische Meisterin im 400-Meter-Lauf sowie mit der gemischten 4-mal-400-Meter-Staffel.

## Persönliche Bestleistungen
- 400 Meter: 51,84 s, 8. Juli 2020 in Brest
  - 400 Meter (Halle): 53,86 s, 25. Februar 2022 in Mahiljou